# ひでSAN
ひでSAN（ひでさん）は、日本の漫画家。女性。既婚。主に成年向け漫画雑誌で活動していた。代表作は『アリスのウイルス』。

## 概要
株式会社チャンピオンソフトの元社員であり、チャンピオンソフトや同社のブランドであるアリスソフトで主にキャラクターデザイン・原画を担当していた。
チャンピオンソフト退社後は漫画家になり、『アリスのウイルス』等を連載していた。
『アリスのウイルス』連載終了後は『リトルフィアンセ』を連載していたが、同時期にキャンディータイムで連載していた『青衣天使たち』とほぼ同時に連載を終了させる。
その後はメガストアにて『歪む！電磁主婦』を連載し、2019年現在では腐痛の主腐とのことで漫画家として本格的な活動はしていないが、『よんこま小町』と言った同人誌展示即売会などで新刊を発表している。

## 作風
主に4コマ漫画を成人向け雑誌で連載していたが、過激なエロ描写は少なくほのぼの系の作品が多い。作品によっては作者自身も登場する。

## 連載作品
『アリスのウイルス』（COMICペンギンクラブ連載、全3巻）
代表作。主に作者がかつて働いていたゲーム会社チャンピオンソフトとそのスタッフをモデルとした作品。
実在の人物が登場しているのが特徴で、同社の地元である関西に関するネタがふんだんに盛り込まれている他、連載後期には2017年現在の本社ビルであるハニービルへの引っ越しの様子も描かれた。
単行本である『ひでSANの館』3冊は、他の作品も掲載されてはいるが実質的にはアリスのウイルスの単行本になっている。
『リトル・フィアンセ』（COMICペンギンクラブ連載、未単行本化）
事故で亡くなった女性が生まれ変わり、婚約者だった青年の前に幼女の姿で現れくりひろげられるコメディー作品。
幼女は前世の記憶があるため、年不相応に青年にHを迫る事もある（結局は不発に終わるが）など、やや過激な描写もある。
幼女の母親が青年の小学校時代の同級生且つ初恋の人だったり、父親が実は同性愛者（奥さんと結婚したのは男の趣味が合ったから）で青年を狙っているなど、突っ込みどころが多い設定である。
最終話では幼女の前世の記憶が薄まり、本来の人格の記憶の方が強くなってきたらしく、徐々に青年との関係も疎遠になり別々の人生を歩むという形で終わっている。
『青衣天使たち』（キャンディータイム連載、未単行本化）
病院内での恋愛模様などを描いた作品。最終話では今までのストーリーを無にするような終わり方をしており、無理矢理終わらせた事がうかがえる。
『歪む！電磁主婦』（メガストア連載、未単行本化）
作者がコミケなどに行った様子を描いた作品。

## 単行本リスト
- 『ひでSANの館』
- 『ひでSANの館R』
- 『ひでSANの館S』

## 脚註
1. ↑  退職理由は不明だが、『アリスのウイルス』連載時には既に結婚しており子供もいた。
2. ↑  twitterでの自己紹介文より